# Абаканское железорудное месторождение
Абаканское железорудное месторождение — железорудное месторождение в Хакасии, вблизи города Абаза.
Расположено в северо-восточных отрогах Западного Саяна, на юго-восточном крыле Хансынской антиклинали. Известно с 1856 года и названо уральскими мастерами «Абаканская благодать». После открытия разработка руд велась периодически.
В 1947—1959 годах построено предприятие по добыче и обогащению руд — Абаканское рудоуправление.
С 1956 года месторождение разрабатывалось открытым способом (до глубины 140 м), с 1962 года — подземным (шахта глубиной 400 м). Разработку вёл Абаканский филиал компании «Евразруда».
Контактовое месторождение (скарны) магнетитовых руд. Легкообогатимые магнетитовые руды образуют 5 крутопадующих рудных тел мощностью 14—60 м. Протяжённость рудных тел по простиранию 550—1000 м, по падению 430—1150 м. Постоянные спутники магнетита: актинолит, хлорит, кальцит, андезит и кобальтосодержащий пирит. Рудные тела окружены осадочно-туфогенными породами раннего кембрия.
Разведанные запасы — 118,4 млн т руды со средним содержанием Fe 42,3 — 46,9 %, с примесью S (2,34 % — 2,39 %), P (0,19 % — 0,7 %), а также Co и Zn. Среднегодовая добыча — 2,4 млн т.
Центры добычи и переработки — города Абаза, Абакан, Новокузнецк.